# Spiss (Tirol)
Spiss (rätoromanisch Speschaⓘ) ist eine Gemeinde mit 97 Einwohnern (Stand 1. Jänner 2025) im Bezirk Landeck im Bundesland Tirol (Österreich). Spiss ist mit 1628 m ü. A. die höchstgelegene Gemeinde Österreichs und ist Teil des Gerichtsbezirks Landeck.

## Geografie

### Lage
Spiss im Samnauntal an der Grenze zum Schweizer Kanton Graubünden (Gemeinde Samnaun) zählt einwohnermäßig zu den kleinsten Gemeinden Österreichs. Die Streusiedlung aus mehreren Weilern und exponierten Hängen erstreckt sich im Gebiet entlang der Spisser Landesstraße, die von Pfunds nach Samnaun führt. Die Entwässerung erfolgt über den Schalklbach, einem linken Nebenflusses des Inn, und den Zandersbach. Der tiefste Punkt des Gemeindegebietes liegt im Südosten auf 1300 Meter über dem Meer. Die Gebirgskette, die das Gemeindegebiet im Norden und im Osten begrenzt, ist 2500 bis 2900 Meter hoch, die höchste Erhebung ist der Gmaierkopf im Nordwesten mit 2914 Metern, der Grübele Kopf im Nordwesten ist 2894 Meter hoch.
Die Gemeinde hat eine Fläche von 25 Quadratkilometer. Davon sind 56 Prozent Almen, 24 Prozent sind bewaldet, 17 Prozent hochalpines Gebiet und nur drei Prozent landwirtschaftliche Nutzfläche.

### Nachbargemeinden
Zwei der vier Nachbargemeinden liegen im Bezirk Landeck, zwei in der Schweiz.
|                             | See                                         |        |
| Samnaun (Kanton Graubünden) | Kompassrose, die auf Nachbargemeinden zeigt | Pfunds |
|                             | Valsot (Kanton Graubünden)                  |        |

## Geschichte
In römischer Zeit gehörte Spiss zur Provinz Raetien, worauf heute noch rätoromanische Orts- und Flurnamen hinweisen. Im obersten Inntal und im Vinschgau wurde noch bis ins 15. Jahrhundert die rätoromanische Sprache gesprochen, in Samnaun noch bis zum 19. Jahrhundert, die dann aber zugunsten eines bairisch-tirolischen Dialekts aufgegeben wurde.
Die ersten Siedler kamen vermutlich um 1000 in das Tal, sind aber historisch nicht belegt. Die erste urkundliche Erwähnung von Spiss als Oberspis findet sich aus dem Jahr 1302, damals noch als Teil der Gemeinde Nauders. Der Name „Spiss“ leitet sich von lateinisch spissus ab, was ‚Dickicht, Gestrüpp‘ bedeutet.
1547 wurde Spiss eine selbständige Gemeinde.
1621 waren im Zuge des Dreißigjährigen Kriegs österreichische Truppen in das Engadin eingefallen, wonach ein Jahr später die Engadiner in einem Rachefeldzug das Dorf plünderten und niederbrannten. Spiss musste einen Teil seines Gemeindegebiets an das schweizerische Tschlin abgeben.
Da die 1607 errichtete Kapelle ebenfalls zerstört worden war, entstand an ihrer Stelle 1638 eine schlichte, dem hl. Johannes dem Täufer geweihte Kirche. Diese war 1777 so baufällig, dass sie 1778 durch einen Neubau ersetzt wurde. Bis zum Jahre 1789 war Spiss mit einem provisorischen Kaplan besetzt, dann erfolgte die Umwandlung in eine Expositur.
In den 1960er und 1970er Jahren wurden Grundzusammenlegungen durchgeführt, Erschließungswege angelegt und Bauplätze erschlossen, um einer Abwanderung entgegenzuwirken.
Die unwegsame Schlucht am Schalklbach (auch Schergenbach bezeichnet), der hier die Grenze zwischen Österreich und der Schweiz bildet, war lange ein Verkehrshindernis, vom Inntal führte nur ein schmaler Saumpfad nach Spiss. Die Hauptverbindung führte über Samnaun. Eine bessere Zugänglichkeit brachte erst der Ausbau der Spisser Landesstraße im Jahr 1980, die auch von der Gemeinde Samnaun mitfinanziert wurde. Spiss hat nun eine Verbindung auf rein österreichischer Seite, die wesentlich lawinensicherer ist als die Straße auf Schweizer Seite und somit auch Samnaun zugutekommt.
Spiss war bis Ende 1920 Teil des Gerichtsbezirks Nauders, der jedoch infolge des Ersten Weltkriegs aufgelöst und dem Gerichtsbezirk Ried in Tirol zugeschlagen wurde. Seit 1978 ist die Gemeinde Teil des Gerichtsbezirks Landeck.

### Bevölkerungsentwicklung

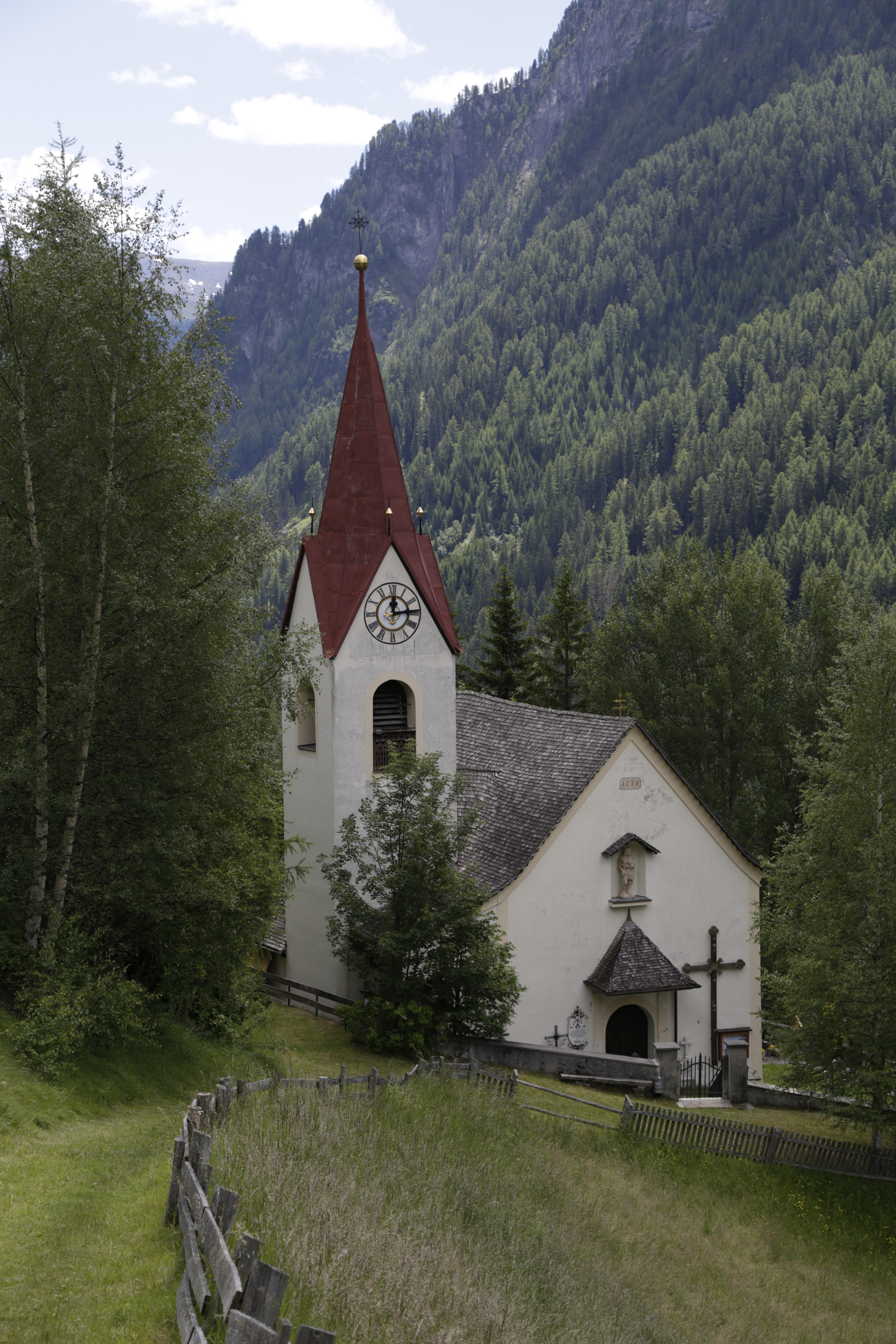
Expositurkirche hl. Johannes der Täufer

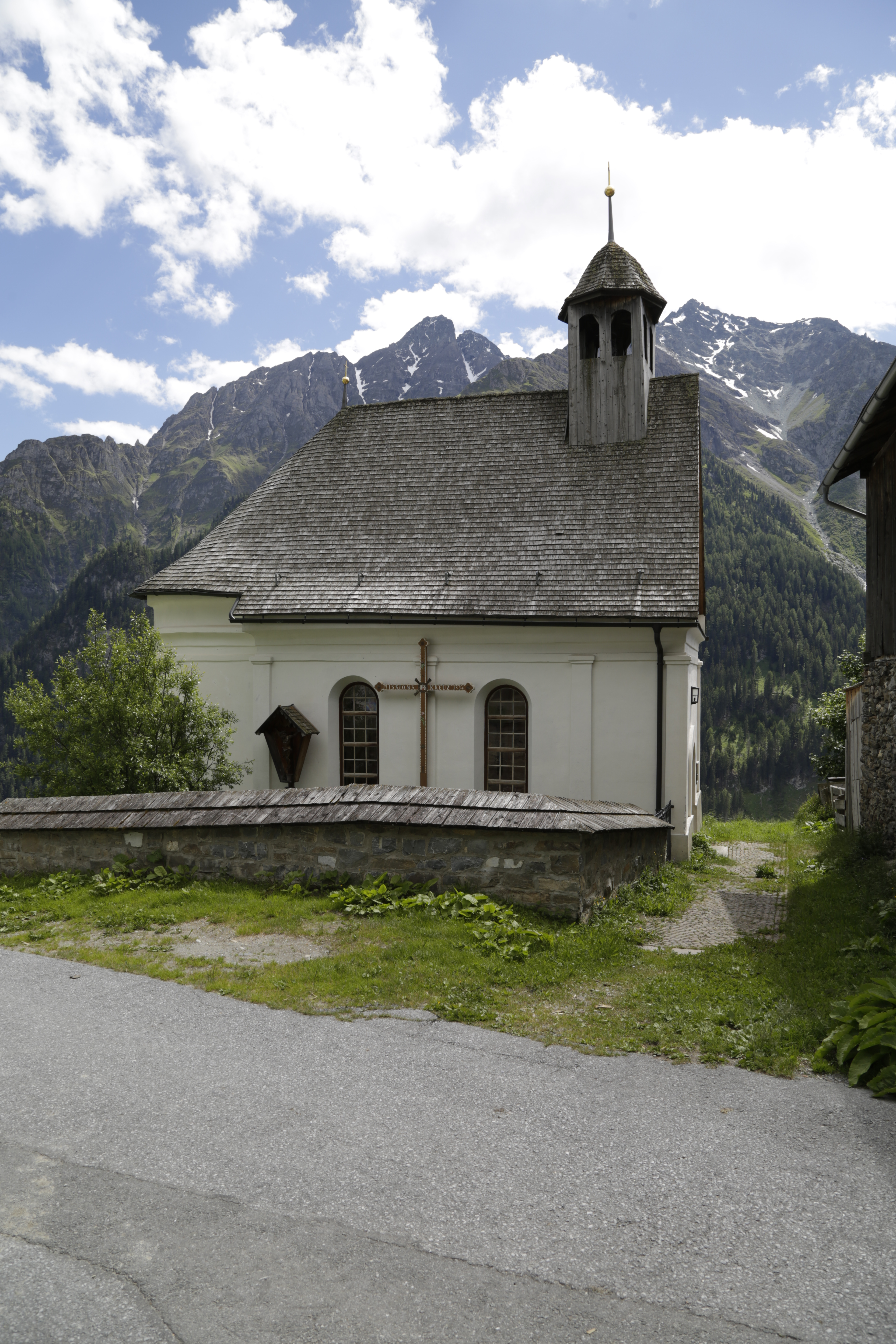
Kapelle hl. Martin in Gstalda.

| Spiss: Einwohnerzahlen von 1869 bis 2024            | Spiss: Einwohnerzahlen von 1869 bis 2024 | Spiss: Einwohnerzahlen von 1869 bis 2024 | Spiss: Einwohnerzahlen von 1869 bis 2024 | Spiss: Einwohnerzahlen von 1869 bis 2024 |
| --------------------------------------------------- | ---------------------------------------- | ---------------------------------------- | ---------------------------------------- | ---------------------------------------- |
| Jahr                                                |                                          |                                          |                                          | Einwohner                                |
| 1869                                                | 1869                                     |                                          | 204                                      | 204                                      |
| 1880                                                | 1880                                     |                                          | 231                                      | 231                                      |
| 1890                                                | 1890                                     |                                          | 188                                      | 188                                      |
| 1900                                                | 1900                                     |                                          | 172                                      | 172                                      |
| 1910                                                | 1910                                     |                                          | 190                                      | 190                                      |
| 1923                                                | 1923                                     |                                          | 173                                      | 173                                      |
| 1934                                                | 1934                                     |                                          | 196                                      | 196                                      |
| 1939                                                | 1939                                     |                                          | 207                                      | 207                                      |
| 1951                                                | 1951                                     |                                          | 180                                      | 180                                      |
| 1961                                                | 1961                                     |                                          | 136                                      | 136                                      |
| 1971                                                | 1971                                     |                                          | 135                                      | 135                                      |
| 1981                                                | 1981                                     |                                          | 130                                      | 130                                      |
| 1991                                                | 1991                                     |                                          | 119                                      | 119                                      |
| 2001                                                | 2001                                     |                                          | 143                                      | 143                                      |
| 2011                                                | 2011                                     |                                          | 133                                      | 133                                      |
| 2021                                                | 2021                                     |                                          | 95                                       | 95                                       |
| 2024                                                | 2024                                     |                                          | 98                                       | 98                                       |
| Quelle(n): Statistik Austria, Gebietsstand 1.1.2021 |                                          |                                          |                                          |                                          |

## Kultur und Sehenswürdigkeiten
- Expositurkirche hl. Johannes der Täufer mit Friedhof und Kriegerdenkmal
- Kapelle hl. Martin im Weiler Gstalda (rätoromanisch Chas-chadaⓘ/?)
- Spisseggerkapelle auf einer Felsnase ober dem Schergenbach

## Wirtschaft
Zwei Drittel der Bewohner pendeln täglich in das Zollfreigebiet und Skigebiet Samnaun, das als Wintersportgebiet Silvretta-Samnaun (mit Ischgl verbunden) viele Arbeitsplätze bietet. Daneben hält sich bescheidene Landwirtschaft und ein paar Tourismusbetriebe im Einzugsgebiet von Samnaun.

## Politik

### Gemeinderat
In den Gemeinderat werden neun Mandatare gewählt:
| Partei              | 2022    | 2022    | 2022    | 2016 | 2016    | 2016 | 2010  | 2010    | 2010 | 2004 | 2004    | 2004 |
| Partei              | Prozent | Stimmen | Mandate | %    | Stimmen | M.   | %     | Stimmen | M.   | %    | Stimmen | M.   |
| ------------------- | ------- | ------- | ------- | ---- | ------- | ---- | ----- | ------- | ---- | ---- | ------- | ---- |
| Gemeinsam für Spiss | 100     | 52      | 9       |      |         |      |       |         |      |      |         |      |
| Tiroler Bauernbund  |         |         |         | 100  | 75      | 9    | 38,14 | 37      | 3    |      |         |      |
| Bürger Liste Spiss  |         |         |         |      |         |      | 61,86 | 60      | 6    |      |         |      |
| Aktiv für Spiss     |         |         |         |      |         |      |       |         |      | 100  | 80      | 9    |

### Bürgermeister
Bürgermeister von Spiss ist Alois Jäger.

### Wappen
Blasonierung: In Silber aus grünem Buschwerk wachsender goldenbewehrter roter Adlerkopf.
Die Farben der Gemeindefahne sind Grün-Rot.
Das 1991 verliehene Wappen symbolisiert mit dem Buschwerk den Ortsnamen („Dickicht“, „Gestrüpp“) und betont mit dem Kopf des Tiroler Adlers die trotz der Grenzlage und der Abgeschiedenheit jahrhundertelange Zugehörigkeit zu Tirol.

## Besonderheiten
- Im Jahr 2012 wurde die Einführung einer Pflichtfeuerwehr erwogen, da die Freiwillige Feuerwehr durch Austritte und auswärts arbeitende Mitglieder zu wenig Personal hatte. Die Verpflichtung von Einwohnern konnte jedoch abgewendet werden.[12]
- Im Juli 2021 war Spiss jener Ort in Österreich mit der geringsten COVID-19-Impfquote in Österreich.[13][14]
- Bei der Bundespräsidentenwahl am 9. Oktober 2022 war Spiss die einzige Gemeinde Österreichs, in welcher der Kandidat der FPÖ, Walter Rosenkranz, die absolute Mehrheit erreichte.[15][16]
- Bei der Nationalratswahl am 29. September 2024 erhielt die FPÖ 66,7 % der abgegebenen Stimmen. Dies war einerseits das beste Ergebnis in einer Gemeinde und mit einem Plus von 48,7 % der stärkste Zuwachs in Prozentpunkten.[17][18]